# Кларкдејл (Аризона)
Кларкдејл (енгл. Clarkdale) град је у америчкој савезној држави Аризона. По попису становништва из 2010. у њему је живело 4.097 становника.

## Демографија
Према попису становништва из 2010. у граду је живело 4.097 становника, што је 675 (19,7%) становника више него 2000. године.
| Група             | 2000.         | 2010.         |
| Белци             | 2.737 (80,0%) | 3.206 (78,3%) |
| Афроамериканци    | 10 (0,3%)     | 38 (0,9%)     |
| Азијати           | 12 (0,4%)     | 19 (0,5%)     |
| Хиспаноамериканци | 404 (11,8%)   | 549 (13,4%)   |
| Укупно            | 3.422         | 4.097         |